# (137066) Gellért-hegy
(137066) Gellért-hegy est un astéroïde de la ceinture principale, de la famille de Hungaria.

## Description
(137066) Gellért-hegy est un astéroïde de la ceinture principale, de la famille de Hungaria. Il présente une orbite caractérisée par un demi-grand axe de 1,94 UA, une excentricité de 0,09 et une inclinaison de 20,7° par rapport à l'écliptique.

## Nom
Gellért-hegy est une colline de Budapest qui habritait un observatoire inauguré en 1815 et détruit en 1848. 

## Compléments